# Petrovice (ort i Tjeckien, Pardubice, lat 49,99, long 16,54)
Petrovice är en ort i Tjeckien.   Den ligger i regionen Pardubice, i den östra delen av landet, 150 km öster om huvudstaden Prag. Petrovice ligger 429 meter över havet och antalet invånare är 242.
Terrängen runt Petrovice är varierad. Runt Petrovice är det ganska tätbefolkat, med 124 invånare per kvadratkilometer. Närmaste större samhälle är Česká Třebová, 11,6 km sydväst om Petrovice. Omgivningarna runt Petrovice är en mosaik av jordbruksmark och naturlig växtlighet.